# Eden (album)
Eden – album muzyczny angielskiej wokalistki Sarah Brightman wydany w roku 1998 przez wytwórnię Angel Records.
Połączenie muzyki poważnej (operowej) z popem. W nagraniach udział wzięli m.in. The English National Orchestra i The New College Oxford Choir.

## Lista utworów
1. „In Paradisum” - 3:12
2. „Eden” - 4:00
3. „So Many Things” - 2:58
4. „Anytime Anywhere” - 3:20
5. „Bailero” - 3:13
6. „Dust In The Wind” - 3:42
7. „Il Mio Cuore Va” - 4:28
8. „Deliver Me” - 4:00
9. „Un Jour Il Viendra” - 3:40
10. „Nella Fantasia” - 3:38
11. „Tu” - 4:10
12. „Lascia Ch'io Pianga” - 3:30
13. „Only An Ocean Away” - 4:55
14. „Scene D'Amour” - 3:20
15. „Nessun Dorma” - 3:07

## Inne wydania
Wersja amerykańska zawierała "Last Words You Said" w duecie z Richardem Marxem.

Wersja japońska oprócz "Last Words.." "Time To Say Goodbye".

W wersji "Millenium Edition" dodatkowo utwory:

"Time To Say Goodbye", "Sleep Tight" i jako bonus track - "Desert Rose".